# C17H15NO
分子式C17H15NO（摩尔质量：249.3 g/mol）可以指：
- JWH-045，CAS号：209414-11-9
- N-苄基-3-乙酰基吲哚，CAS号：93315-38-9
- F1443-5437，CAS号：77248-24-9

|  | 这个同类索引页列出了具有相同分子式的化学物（即同分異構體）条目。 除非您是有意链接至本页，否则应将相应条目的内部链接指向正确的条目。 |